# فلاديمير أندونوف
فلاديمير أندونوف (بالبلغارية: Владимир Андонов)‏ هو لاعب كرة قدم بلغاري في مركز الهجوم، ولد في 16 أغسطس 1975 في دوبنيتسا في بلغاريا، وتوفي في 25 يونيو 2006. لعب مع ليفسكي صوفيا.